# USAR Hooters Procup Series
Die USAR Hooters Procup Series  (aktueller Name: zMax Cars Tour) ist eine von „United Speed Alliance Racing“ geführte US-amerikanische Motorsport-Rennserie, welche hauptsächlich auf kurzen Ovalen fährt.

## Geschichte
Die Serie wurde Mitte der 1990er von Robert H. Brooks, dem damaligen Besitzer der Restaurantkette Hooters gegründet. Er kreierte die Serie zu Ehren der am 1. April 1993 auf tragische Weise bei einem Flugzeugabsturz verstorbenen Alan Kulwicki, Dan Duncan und Charlie Campbell.
Es entstand zunächst eine „Late Model“-Serie, doch Robert H. Brooks änderte diese zum Pro Cup, der im September 1997 auf der Milwaukee Mile erstmals ausgetragen wurde.
Im Jahre 2001 wurde das Format der Rennserie verändert. Es erfolgte eine Aufteilung in „Northern Division“ (Division des Nordens) und „Southern Division“ (Division des Südens). Die Serien fahren getrennt voneinander in verschiedenen Regionen der USA. Nach der Saison der jeweiligen Divisionen kommen die besten Piloten jeder Division in die „Four Champions Challenge“, einer Art Play-off-Serie, die mit dem Chase for the Sprint Cup der NASCAR vergleichbar ist. Der Fahrer, der in der Four Champions Challenge die meisten Punkte sammelt ist USAR Champion. Die Länge dieses Play-offs betrug zunächst vier Rennen, dann von 2002 bis 2005 fünf Rennen, 2006 sechs Rennen und seit 2007 wieder fünf Rennen.
Bekannte Fahrer, die im Laufe ihrer Karriere auch in der USAR Hooters Procup Series aktiv waren, sind unter anderem Matt Kenseth, Joey Logano, Brian Vickers und Buckshot Jones.

## Champions der Serie
- 1997 Mario Gosselin
- 1998 Jeff Agnew
- 1999 Bobby Gill
- 2000 Bobby Gill
- 2001 Bobby Gill
- 2002 Jason Sarvis
- 2003 Shane Huffman
- 2004 Clay Rogers
- 2005 Benny Gordon
- 2006 Clay Rogers
- 2007 Bobby Gill
- 2008 Benny Gordon
- 2009 Clay Rogers

## Rookie of the Year Award
- 1997 Brad May
- 1998 Jeff Agnew
- 1999 Steven Christian
- 2000 Brian Vickers
- 2001 Toby Robertson
- 2002 Brian Ross
- 2003 Benny Gordon
- 2004 Matt Carter
- 2005 Woody Howard
- 2006 Derek Kale
- 2007 Brandon Ward
- 2008 Drew Herring
- 2009 Lucas Ransone